# Pamětní medaile 1000. výročí Kazaně
Pamětní medaile 1000. výročí Kazaně (rusky Медаль «В память 1000-летия Казани») je pamětní medaile Ruské federace založená roku 2005.

## Historie a pravidla udílení
Medaile byla založena prezidentským dekretem č. 762 ze dne 30. června 2005. Medaile byla vyřazena ze systému státních vyznamenání Ruské federace dekretem prezidenta Ruské federace č. 1099 ze dne 7. září 2010.
Medaile byla udílena obyvatelům Kazaně, kteří bojovali během Velké vlastenecké války 1941–1945. Dále příslušníkům domácí fronty, kteří pracovali ve městě Kazaň po dobu nejméně šesti měsíců během druhé světové války nebo jim bylo uděleno některé ze sovětských vyznamenání za jejich nezištnou práci během vlastenecké války a také občanům, kteří se významně přičinili o rozvoj města Kazaně.

## Insignie
Medaile kulatého tvaru o průměru 32 mm je vyrobena z mosazi. Na přední straně je vyobrazen komplex Kazaňského kremlu, ležícím v historickém centru Kazaně. Při vnějším okraji je nápis v cyrilici В память 1000-летия Казани. Na zadní straně je znak Kazaně. Pod znakem jsou dva letopočty 1005 • 2005. Vpravo od znaku je vavřínová ratolest a vlevo ratolest dubová. Všechna vyobrazení a nápisy jsou reliéfní. Ke stuze pokrývající kovovou destičku ve tvaru pětiúhelníku je medaile připojena jednoduchým kroužkem.
Stuha z hedvábného moaré je široká 24 mm. Stuha sestává ze dvou pruhů širokých 10 mm v barvě zelené a červené. Mezi oběma pruhy je bílý proužek široký 4 mm.
Medaile se nosí nalevo na hrudi a je umístěna za Medailí Za práci v zemědělství.

## Někteří nositelé
- Abdulchan Abdurachmanovič Achtamzjan
- Vasilij Aksjonov
- Recep Tayyip Erdoğan
- Valerij Gerasimov
- Olga Kňazevová
- Dmitrij Medveděv
- Rustam Minnichanov
- Vitalij Mutko
- Sergej Pugačov
- Michail Petrovič Simonov
- Šamil Tarpiščev